# Serra de Puig-de-sants
La Serra de Puig-de-sants és una serra situada en el terme municipal de Súria, a la comarca catalana del Bages, amb una elevació màxima de 613.5 metres.